# Бруней (река)
Бруней (малайск. Sungai Brunei) — река в Брунее, в округе Бруней-Муара. Впадает в Брунейский залив. На ней стоит столица Брунея Бандар-Сери-Бегаван. Образуется в результате слияния двух рек. Длина — 41 километр. Площадь водосборного бассейна — 765 км².
Раз в год здесь проводятся гонки на традиционных лодках.